# Gmina Lakeville (Iowa)

Położenie Gminy Lakeville w hrabstwie Dickinson

Gmina Lakeville (ang. Lakeville Township) – gmina w USA, w stanie Iowa, w hrabstwie Dickinson. Według danych z 2000 roku gmina miała 1562 mieszkańców, a jej powierzchnia wynosi 94,05 km².